# Gasny
Gasny ist eine französische Gemeinde mit 3.080 Einwohnern (Stand: 1. Januar 2022) im Département Eure in der Region Normandie. Sie  gehört zum Arrondissement Les Andelys und zum Kanton Vernon.
Die Einwohner werden Ganytois genannt.

## Geographie
Gasny liegt am Fluss Epte und grenzt unmittelbar an das Département Yvelines.

### Nachbargemeinden
Umgeben ist Gasny von den Nachbargemeinden Écos im Norden, Fourges im Nordosten, Amenucourt im Osten, La Roche-Guyon im Südosten, Gommecourt im Süden und Südwesten, Sainte-Geneviève-lès-Gasny im Westen und Südwesten, Bois-Jérôme-Saint-Ouen im Westen und Nordwesten sowie Heubécourt-Haricourt im Nordwesten.

## Bevölkerungsentwicklung
| 1962 | 1968 | 1975 | 1982 | 1990 | 1999 | 2006 | 2011 |
| ---- | ---- | ---- | ---- | ---- | ---- | ---- | ---- |
| 1327 | 1645 | 2040 | 2638 | 2957 | 2941 | 2860 | 3067 |

## Gemeindepartnerschaft
Mit der britischen Gemeinde Castle Donington in der englischen Grafschaft  Leicestershire besteht seit 1983 eine Gemeindepartnerschaft.

## Sehenswürdigkeiten
- Kirche Saint-Martin
- Priorei
- Reste der alten keltischen und gallorömischen Siedlung Toisy

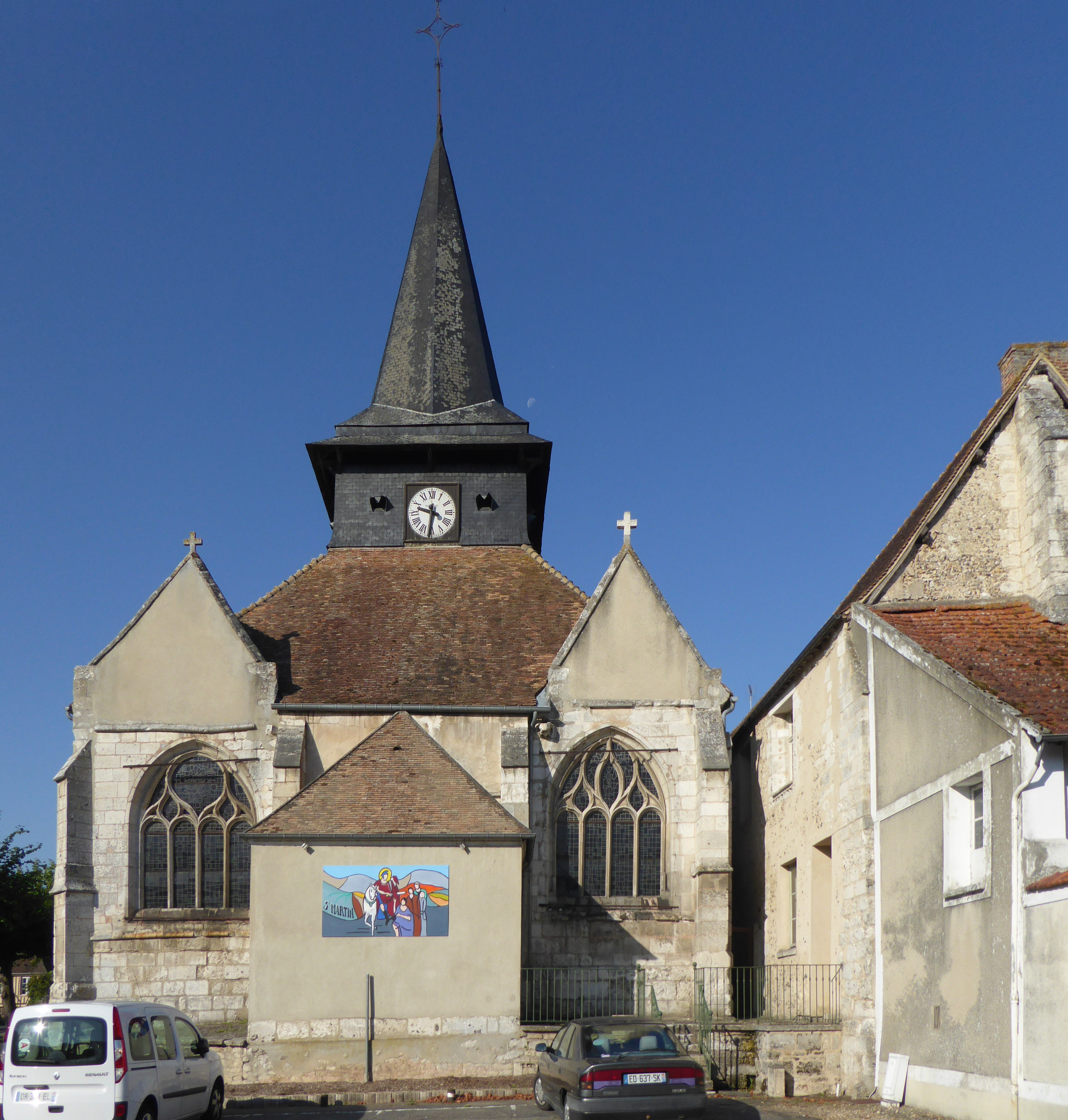
Kirche Saint-Martin

## Persönlichkeiten
Der Legende nach soll der heilige Nicasius, Apostel des Vexin, um 260 bei Gasny den Märtyrertod gestorben sein.